# Albertadromeus
Albertadromeus ist eine Gattung der Ornithopoden. Die Vertreter ihrer einzigen Art Albertadromeus syntarsus waren rund 1,6 m lange, zweibeinige Dinosaurier und ernährten sich von Pflanzen. Sie lebten während der späten Kreide (rund 76 mya) an der Ostküste des Western Interior Seaways. Die fossilen Überreste der Gattung wurden 2009 bei Ausgrabungen im kanadischen Milk River Valley gefunden und stammen aus der dortigen Oldman-Formation. Die Erstbeschreibung erfolgte 2013 von einer Forschergruppe um Caleb Brown als neue Gattung und Art. Auf Basis phylogenetischer Analysen stellten die Autoren die Gattung in das Taxon Orodrominae, wo sie sich als nächste Verwandte von Orodromeus und Zephyrosaurus positioniert.

## Merkmale
Die Fossilfunde von Albertadromeus syntarsus lassen nur auf den Beckengürtel und den hinteren Teil der Wirbelsäule direkte Schlüsse zu. Die Rekonstruktion anderer Merkmale basiert auf Vergleichen mit nahe verwandten Taxa. Legt man die Proportionen des gut überlieferten Orodromeus makelei zugrunde, lässt sich für Albertradromeus syntarsus eine Gesamtlänge von 1,6 m und ein Gewicht von 13 kg veranschlagen. Albertadromeus zeichnet sich durch eine Kombination verschiedener osteologischer Merkmale aus: Das untere Drittel des Wadenbeins ist mit dem Schienbein verschmolzen. Das Schienbein weist am oberen Ende zwei deutliche Fortsätze auf und ist mit einer stark ausgeprägten Vorderkante versehen.

## Ökologie
Zwar ist vom Schädel oder vorderen Laufapparat von Albertadromeus kein Fossilmaterial überliefert, da seine nächsten Verwandten aber allesamt Pflanzenfresser waren, dürfte sich auch Albertadromeus herbivor ernährt haben.

## Fossilmaterial, Verbreitung und Stratigraphie
Das Fossilmaterial von Albertadromeus stammt von einem einzigen Individuum und wird im Royal Tyrrell Museum of Paleontology unter der Inventarnummer TMP 2009.037.0044 verwahrt. Es umfasst einige isolierte Wirbel der Rücken- und Schwanzwirbelsäule mit verknöcherten Sehnen, Bein- und Fußknochen. Sie wurden 2009 von David Evans bei Ausgrabungen am kanadischen Milk River freigelegt und stammen aus dem oberen Abschnitt der Oldman-Formation. Auf Basis ihrer Polarisation wird die Fundschicht auf ein Alter von rund 76 Mio. Jahren und damit auf das Campanium datiert. Der Fundort lag zur damaligen Zeit an der Westküste des Western Interior Seaways, der in der Kreidezeit Nordamerika in Laramidia und Appalachia teilte.

## Systematik
Der Fund aus der Oldman-Formation diente Caleb M. Brown, David Evans, Michael Ryan und Anthony Russell als Holotyp für ihre Beschreibung der Gattung Albertadromeus und der Art Albertadromeus syntarsus. Der Gattungsname setzt sich aus „Alberta“, der kanadischen Provinz des Fundorts, und dem griechischen „dromeas“ (δρομέας, lateinisch zu „dromeus“) für Läufer zusammen. Das Epitheton syntarsus (griechisch-lateinisch für „vereinigter Lauf“) der Art leiteten die Autoren von der Morphologie der miteinander verwachsenen Unterschenkelknochen her.
Auf Basis einer bereits zuvor von Brown und Kollegen ausgearbeiteten Matrix wurde Albertadromeus von den Autoren in einer kladistischen Analyse in eine Klade mit Zephyrosaurus und Orodromeus eingeordnet. Die genauen Schwestergruppenverhältnisse zwischen den drei Gattungen wurden dabei nicht aufgelöst.